# Shane MacGowan
Shane MacGowan   (Pembury, 25 de desembre de 1957 - Dublín, 30 de novembre de 2023) fou un cantant i músic irlandès conegut per ser el líder, cantant i autor de les cançons del grup The Pogues. MacGowan va néixer a Pembury, prop de Tunbridge Wells, al comtat de Kent, a Anglaterra. La seva família era d'origen irlandès i sempre va mantenir una estreta relació amb aquest país, fins al punt que sempre es va considerar irlandès tot i haver nascut a Anglaterra. La seva peculiar veu va ser descrita per Jools Holland com «una veu que toca el cor i l'ànima».
Shane MacGowan va fer evident el seu origen irlandès quan va constituir l'any 1982 la banda Pogue Mahone. El nom prové d'una expressió del gaèlic, póg mo thóin, que significa «fes-me un petó al cul». Poc després el grup canviaria el seu nom per The Pogues, el qual seria el més gran dels projectes musicals de MacGowan. La seva música era una mescla de folk irlandès i celtic punk, amb clares influències de grups com The Clash. MacGowan va deixar el grup l'any 1991 per problemes amb l'alcohol. La seva relació amb les drogues, especialment amb l'alcohol, va condicionar sempre la seva vida pública i privada.
Amb els anys es va convertir en un dels personatges irlandesos més populars, per raó, entre d'altres, de la seva informal simpatia amb el nacionalisme irlandès. Són memorables les innumerables col·laboracions que va fer amb The Dubliners, Sinéad O'Connor, Kirsty MacColl (en la cançó més coneguda de The Pogues, «Fairytale of New York») o Nick Cave, entre d'altres.

## Biografia
MacGowan va néixer el dia de Nadal de 1957 a Pembury, fill d'immigrants irlandesos. El seu pare era de Dublín i la mare del comtat de Tipperary. La seva mare, Therese, treballava de mecanògrafa en un convent i abans havia estat cantant, ballarina de dansa irlandesa tradicional i model. El seu pare, Maurice, provenia d'una família de classe mitjana i treballava a les oficines dels grans magatzems C&A i s'autodescrivia com a «manetes». La germana petita de MacGowan, Siobhan, va ser periodista, escriptora i compositora. Shane MacGowan passava algunes vacances al Comtat de Tipperary, però no es va establir mai a Irlanda.
MacGowan va viure en molts llocs diferents del sud-est d'Anglaterra, com Brighton, Londres i poblacions del voltant, i va anar a una public school. El 1971 va acabar l'escola preparatòria de Langton Green, a Kent, i va obtenir una beca per estudiar a la prestigiosa Westminster School. Li van trobar drogues i el van expulsar el segon any. El primer cop que va aparèixer als mitjans de comunicació va ser l'any 1976 en un concert del grup de punk rock The Clash, perquè la futura baixista de les Mo-dettes, Jane Crockford, li havia fet mal a l'orella. Un fotògraf li va fer una foto on sortia ple de sang, i es va publicar als diaris amb el titular «Canibalisme en una actuació de Clash». Poc temps després, va entrar al grup punk The Nipple Erectors (després coneguts com The Nips), on hi havia Shanne Bradley.

### Carrera artística
MacGowan va aprofitar els seus orígens irlandesos quan va fundar The Pogues el 1982 i va canviar l'estil punk dels seus inicis per un so més tradicional gràcies als consells dels seus familiars. Moltes de les seves cançons tenen influències del nacionalisme irlandès, la història d'Irlanda, les experiències de la diàspora irlandesa (sobretot a Anglaterra i els Estats Units d'Amèrica), i la vida a Londres en general. Aquestes influències estan documentades a la biografia Rake at the Gates of Hell: Shane MacGowan in Context. MacGowan va mencionar sovint com a influències el poeta del segle XIX James Clarence Mangan i el dramaturg Brendan Behan. Entre 1985 i 1987, va ser el coautor de la cançó «Fairytale of New York», que va interpretar amb Kirsty MacColl. Al llarg dels següents anys The Pogues van publicar uns quants àlbums.
Després que el 1991 The Pogues l'expulsessin del grup per comportament poc professional a mitja gira, va formar un nou grup el 1992, Shane MacGowan and The Popes, que va durar fins al 2005, gravant dos àlbums d'estudi, un en directe, tres cançons al disc de The Popes Outlaw Heaven (2010) i un DVD en directe, i fent gires internacionals. El 1997, MacGowan va aparèixer en una versió de «Perfect day» de Lou Reed, juntament amb molts altres artistes, a benefici de l'organització benèfica vinculada a la BBC Children in Need. Aquest treball va ser el senzill número u al Regne Unit durant tres setmanes, en dues tongades, va vendre més d'un milió de còpies i va recaptar 2.125.000 lliures. Entre el desembre de 2003 fins al maig de 2005, Shane MacGowan and The Popes van fer una llarga gira pel Regne Unit, Irlanda i Europa.
The Pogues i MacGowan es van reunir per fer una gira que va vendre totes les entrades el 2001 i posteriorment cada any entre 2004 i 2009 per fer més gires, essent els artistes principals en festivals com el Guilfest a Anglaterra i l'Azkena Rock Festival al País Basc. El maig de 2005, MacGowan va tornar a The Pogues de forma permanent. El mateix any, The Pogues van reeditar «Fairytale of New York» per a recollir fons per a la campanya «Justice for Kirsty», que intentava que els culpables reals de la mort de Kirsty MacColl fossin condemnats. El senzill va ser el més venut de tema nadalenc de 2005, arribant al número 3 de les llistes britàniques d'aquell any.
El 2006, van votar MacGowan en la posició 50 de la llista d'Herois del Rock de NME. Se'l va veure molts cops amb el cantant de The Libertines i Babyshambles Pete Doherty, fins i tot pujant a l'escenari amb Babyshambles. Altres amics famosos seus van ser Johnny Depp, que va protagonitzar el vídeo de «That Woman's Got Me Drinking», i Joe Strummer, que s'hi va referir com «un dels millors escriptors del segle» en una entrevista que apareix a la publicació en vídeo Live at the Town And Country Club de 1988. Strummer alguna vegada va pujar a l'escenari amb MacGowan i The Pogues (i per molt poc temps va substituir MacGowan com a cantant solista quan el van fer fora del grup). També va treballar amb Nick Cave i havia pujat a l'escenari amb ell. El maig de 2023, Bruce Springsteen va aprofitar la seva estada a Dublín amb motiu de la seva gira per a visitar-lo.
Parlant del seu futur amb The Pogues, en una entrevista amb la revista Vice el 24 de desembre de 2015, quan l'entrevistador li va demanar si el grup encara era actiu, MacGowan va dir: «No hi som, no», dient que, des de la reunió de 2001, «vaig tornar amb The Pogues i vam tornar a començar a odiar-nos un altre cop», afegint, «no odio el grup en absolut, són amics. M'agraden molt. Vam ser amics durant anys abans de començar el grup. Només que ens hem afartat una mica els uns dels altres. Som amics a condició que no fem gires junts. N'he fet moltes de gires. N'he tingut ben bé prou».
El 2010, MacGowan va tocar en actuacions improvisades a Dublín amb un nou grup d'acompanyament de cinc persones anomenat The Shane Gang, on hi figurava la secció rítmica d'In Tua Nua amb Paul Byrne (bateria) i Jack Dublin (baix), amb el mànager Joey Cashman al whistle. El novembre de 2010, aquesta formació va anar a Lanzarote a gravar un nou disc. MacGowan and The Shane Gang van actuar al festival The Red Hand Rocks a, Carrickmore, a Irlanda del Nord, el juny de 2011.
MacGowan va tornar a pujar a un escenari el 13 de juny de 2019 a l'estadi RDS Arena de Dublín convidat per Chrissie Hynde i The Pretenders. Després de l'èxit del número final del festival Feis Liverpool 2018 on va cantar amb personalitats com Imelda May, Paddy Moloney, Albert Hammond, Jr. i molts més, es va anunciar que MacGowan apareixeria el 7 de juliol de 2019 amb tot de convidats per a cloure el festival Feis Liverpool 2019, però finalment es va cancel·lar el festival sencer per manca de venda d'entrades i problemes de finançament. Feis Liverpool és la celebració de la música i cultura irlandeses més gran del Regne Unit. El 2020, es va informar que MacGowan havia tornat a un estudi de gravació per gravar algunes cançons noves amb el grup irlandès indie Cronin.
MacGowan va protagonitzar alguns llibres i quadres. El 2000, Tim Bradford va posar de títol Is Shane MacGowan Still Alive? (Encara és viu el Shane MacGowan?) en un llibre humorístic sobre Irlanda i la cultura irlandesa.
El 2001 MacGowan va escriure el llibre autobiogràfic A Drink with Shane MacGowan amb Victoria Mary Clarke. MacGowan va aparèixer en un episodi de Fair City, que es va emetre el 28 de desembre de 2008. El 2009 MacGowan va protagonitzar el reality show de la Raidió Teilifís Éireann Victoria and Shane Grow Their Own, on ell i la seva esposa Victoria Mary Clarke s'esforçaven a plantar menjar al seu jardí. El 2010 va donar una obra d'art poc habitual a la Societat Irlandesa per la Prevenció de la Crueltat contra els Nens, perquè la subhastessin: un dibuix en una porta d'una sala d'estar. Va recaptar €1,602 per la beneficència.

### Vida privada
El 2001, Sinéad O'Connor va denunciar MacGowan a la policia de Londres per possessió de drogues, en el que va dir que era un intent d'evitar que consumís heroïna. Al principi es va posar furiós, però més endavant MacGowan va expressar la seva gratitud envers O'Connor i va dir que l'incident l'havia ajudat a desenganxar-se'n.
MacGowan tenia problemes físics causats per anys de beure compulsivament. Sovint feia actuacions i concedia entrevistes estant borratxo. El 2004, al programa de política de la BBC This Week, va donar respostes incoherents i sense vocalitzar a les preguntes de Janet Street-Porter sobre la prohibició de fumar en llocs públics a Irlanda. MacGowan va començar a beure als cinc anys, quan la seva família li va donar Guinness per ajudar-lo a dormir, i el seu pare el duia sovint al pub mentre bevia amb els seus amics.
El 2016, la seva parella, Victoria Mary Clarke va anunciar a la premsa que MacGowan estava sobri «per primer cop en anys». Va explicar que els orígens del problema de MacGowan amb la beguda provenien d'anys de «cantar en bars i clubs i altres locals on la gent va a beure i a passar-s'ho bé» i que «tota la seva carrera ha girat al voltant d'això i, sens dubte, s'ha potenciat i alhora inhibit per aquesta causa». Va dir que la beguda no va ser problemàtica durant molts anys però «va passar de ser una part normal de la vida» a ser un problema greu de salut, una circumstància que va empitjorar molt degut a la introducció de drogues dures com l'heroina. Va explicar que un atac greu de pneumònia, agreujat per una ferida al maluc que causava un dolor insuportable i va requerir una llarga estada a l'hospital, van acabar provocant la seva sobrietat. La llarga estada a l'hospital va requerir una desintoxicació total, i la sobrietat de MacGowan va continuar en tornar a casa.
El gener de 2018, MacGowan va rebre un homenatge en forma de concert per celebrar els seus 60 anys al National Concert Hall de Dublín, i el president d'Irlanda Michael D. Higgins li va atorgar el Lifetime Achievement Award. També va guanyar el premi a la Inspiració Ivor Novello de 2018. El 26 de novembre de 2018, després d'una relació de dècades i un prometatge d'11 anys, MacGowan es va casar amb la periodista irlandesa Victoria Mary Clarke a Copenhaguen. Vivien a Dublín. MacGowan era catòlic, i s'autodescrivia com a «fanàtic religiós lliurepensador» que també pregava a Buda. Quan era adolescent, es va plantejar ser capellà.
Havent crescut en una família republicana irlandesa, MacGowan va admetre el 2015 que li sabia greu no haver-se fet de l'IRA. En una entrevista filmada va declarar «em feia vergonya no haver tingut nassos de fer-me de l'IRA, i The Pogues va ser la meva manera de superar-ho». El protagonista de la seva cançó de 1997 «Paddy Public Enemy No. 1» està basat en el líder de l'INLA Dominic McGlinchey. Quan li van demanar què n'opinava de McGlinchey, MacGowan va afirmar que «va ser un gran home». També va mantindre amistat amb Gerry Adams, el líder del partit polític Sinn Féin.
L'any 2020, Julien Temple va portar a la gran pantalla la seva vida a Crock of Gold: a few rounds with Shane MacGowan, una pel·lícula documental que recorre tant la seva faceta musical com la més personal i controvertida.

### Salut
MacGowan va haver d'anar en cadira de rodes d'ençà que va caure quan sortia d'un estudi de gravació de Dublín l'estiu de 2015 i es va trencar la pelvis. Va declarar en una entrevista a Vice aquell mateix any que «va ser una caiguda i vaig caure malament, em vaig trencar la pelvis, que és el pitjor que pots fer. Sóc coix d'una cama, no puc caminar en una habitació sense crossa. Estic millorant, però va per llarg. És la vegada que m'ha costat més temps recuperar-me d'una lesió. I n'he tingut moltes». Va continuar utilitzant la cadira de rodes fins que es va morir el 2023.
MacGowan era famós per tenir les dents en mal estat. Va perdre l'última dent natural cap al 2008. El 2015, es va fer posar dents noves, amb una d'or, en una operació de nou hores. Van quedar fixades amb vuit implants de titani. De l'operació se'n va fer un programa de televisió d'una hora Shane MacGowan: A Wreck Reborn («Shane MacGowan: un desastre renascut»). El cirurgià dental que va fer el procediment va comentar que MacGowan havia gravat la majoria de les seves grans obres quan encara tenia dents: «El que hem fet ha estat tornar a afinar el seu instrument, i això serà un procés progressiu». MacGowan va entrar a l'hospital per una infecció el 6 de desembre de 2022. Li van diagnosticar encefalitis.
El juliol de 2023 es va anunciar que MacGowan era a l'hospital, a la unitat de cures intensives. A 27 de setembre de 2023, encara era a l'hospital i la seva esposa esperava que fos a casa per Nadal. El 22 d'octubre va tornar a enviar fotos de MacGowan somrient, però molt prim, des de l'hospital. Després de ser tractat per una infecció, va sortir de l'hospital el novembre. MacGowan va morir el 30 de novembre de 2023.
En anunciar-se la mort de MacGowan, Michael D. Higgins, el president d'Irlanda, va afirmar «Shane serà recordat com un dels més grans lletristes de la música. Tantes cançons seves podrien ser poemes perfectament construïts, si això no ens hagués privat de l'oportunitat de sentir-lo cantar-les. El geni de la contribució de Shane inclou el fet que les seves cançons capturen dins seu, com Shane diria, la mesura dels nostres somnis de tants mons, i en concret els de l'amor, el de l'experiència de l'emigrant i el d'encarar-se als reptes d'aquesta experiència amb autenticitat i coratge, i el de viure i veure els costats de la vida als quals tants giren l'esquena».